# Rendita (economia)
In economia la rendita è definibile come il reddito percepito in virtù della proprietà di una risorsa naturale scarsa o come la remunerazione eccedente il costo opportunità di un fattore produttivo.
Possiamo dunque distinguere due significati principali:
- Rendita classica: con il termine rendita gli economisti classici indicano la remunerazione del fattore produttivo terra o, più in generale, delle risorse naturali scarse.
- Rendita paretiana: Questo è il rendimento di un fattore eccedente quello che –colui che offre il fattore– riceverebbe nell'uso alternativo immediatamente peggiore. Questo tipo di rendita economica è legato alla nozione di costo opportunità.

## La rendita classica
Nelle teorie di distribuzione del reddito proprie degli economisti classici, tra cui Smith, Ricardo e  Malthus, l'analisi si focalizza sui tre fattori della produzione, terra, lavoro e capitale, ognuno dei quali produttore di un reddito di tipo distinto, rispettivamente rendita, salario e profitto, che a loro volta identificano tre diverse classi sociali: proprietari terrieri, lavoratori e capitalisti.
Nell'ottica classica la rendita deriva dalla "scarsità" ineliminabile del fattore terra, termine con cui i classici indicano genericamente le risorse naturali, ed è in qualche modo residuale: la rendita è ciò che residua dal sovrappiù una volta che siano stati remunerati al saggio naturale i lavoratori e i capitalisti.
Le diverse rendite osservate tra le diverse terre vengono spiegate in termini di diverse fertilità o adattabilità a particolari usi.
Circa le modalità di determinazione della rendita, nel contesto dell'economia classica, a partire da Malthus e Ricardo, venne sviluppata una teoria, la teoria della rendita differenziale, che dimostrò come la rendita non entri a far parte in ultima analisi del prezzo reale di una merce e costituì la base dello sviluppo dell'approccio marginalista.
Partendo da questi risultati Henry George, accorgendosi che un'imposta terriera, opportunamente progettata, non avrebbe avuto gli effetti di inefficienza e distorsione economica delle altre imposte, propose un'imposta unica sulla terra allo scopo di finanziare lo Stato.
Fu poi Johann Heinrich von Thünen il primo a studiare la distribuzione spaziale delle rendite, in un'analisi in cui si evidenziava l'importanza della "centralità" e dei trasporti. In base a tale analisi si concludeva che erano le rendite elevate a far sì che la terra al centro di una città non fosse destinata ad usi agricoli, ma residenziali o commerciali di valore elevato.
In Karl Marx, analogamente ai classici, la rendita terriera era vista come una forma di sfruttamento: i proprietari terrieri erano in grado di ottenere redditi soltanto perché controllavano risorse naturali scarse.  Nella sua analisi, essi ricevevano una parte del plusvalore della società capitalistica redistribuito dal settore industriale, dove gli operai lo producevano. Tuttavia, a differenza degli altri economisti, Marx considerava anche i capitalisti industriali come semplici redditieri che estraevano il surplus economico dal lavoro senza contribuire affatto all'economia.

## La "rendita paretiana"
L'economia neoclassica introduce il concetto più generale di rendita economica per indicare qualsiasi remunerazione eccedente il costo opportunità.
Un fattore produttivo può essere impiegato per vari usi economici alternativi. Il reddito acquisito (o il prezzo pagato) per un fattore nel suo uso attuale potrebbe essere superiore a quello minimamente richiesto ad attrarre il fattore all'utilizzo attuale. Si può immaginare che il prezzo pagato per il fattore scenda ad un livello tale da far sì che il fattore venga trasferito all'utilizzo immediatamente peggiore. Tale prezzo è chiamato il costo opportunità del fattore. La rendita è appunto uguale alla differenza tra il reddito attuale ed il costo opportunità.
Essa è distinta dal profitto, che è invece pari alla differenza tra i ricavi e i costi dell'impresa.
In questo senso, il concetto di rendita diventa più generale e suggerisce come il proprietario di qualsiasi input può ricevere un reddito che ecceda il minimo necessario ad impiegare il fattore in un particolare utilizzo produttivo, e la rendita stessa può essere considerata una stima di quanto dovrebbero cambiare i prezzi di mercato affinché l'allocazione di quel particolare input cambi.
Ad esempio, un campione sportivo tipicamente guadagna molto di più del necessario a compensarlo per l'allenamento, gli sforzi, e la pratica necessari a diventare un grande giocatore.  In presenza di grandi stadi e delle trasmissioni televisive, che consentono alle squadre di vendere i diritti televisivi per le partite a numeri immensi di persone, pochi grandi giocatori competono per posizioni altamente compensate all'interno delle squadre.  La differenza tra la somma minima teoricamente richiesta per far fare a Michael Jordan l'investimento in capitale umano necessario a diventare un grande campione (considerando la distribuzione delle probabilità e l'avversione al rischio) e la somma effettivamente pagata a Michael Jordan per giocare nei Chicago Bulls può essere considerata una rendita economica.
Va infine notato come i rendimenti degli investimenti in impianti capitali specializzati hanno alcune qualità simili a quelle della rendita terriera, poiché una volta effettuati il prezzo necessario a portare l'impianto in produzione è molto inferiore a quello necessario a ripagarne il costo originale.  La differenza tra queste due quantità è detta quasi-rendita.  Non è una rendita vera e propria, perché senza un'aspettativa razionale di ritorno economico l'investimento originario non sarebbe stato effettuato; e, se l'investimento non fosse ripagato, il capitale specializzato potrebbe essere lasciato ad usurarsi, senza riparazioni. Nondimeno, l'esistenza di quasi-rendite può creare situazioni paradossali.
La generalizzazione del concetto di rendita per comprendere le quasi-rendite ed i ritorni oltre il costo opportunità evidenzia il ruolo delle barriere alla concorrenza nella determinazione di questo tipo di rendite.
Così, ad esempio, una persona che intenda diventare dottore medico fa un enorme investimento in capitale umano, in termini di educazione e formazione, che ha applicazione limitata al di là della pratica medica.  In un mercato concorrenziale per i servizi medicali, la retribuzione di un dottore verrebbe ribassata finché la redditività attesa dell'investimento sommerso in formazione (corretta per il rischio) fosse prossima all'unità, cioè, appena sufficiente a giustificare l'investimento. In un certo senso, l'investimento richiesto diventa una barriera all'ingresso, scoraggiando gli aspiranti dottori quando la rendita sull'investimento fosse azzerata dalla concorrenza.  Restrizioni al numero di persone che entrano nel mercato concorrenziale, tuttavia, avrebbero l'effetto di incrementare il rendimento atteso sugli investimenti, senza aumentare il numero di ingressi nel mercato. Le associazioni di dottori hanno talvolta fatto lobbying sui governi perché limitassero in vari modi il numero di scuole mediche ed il numero di studenti in queste istituzioni.  Questo tipo di attività è detto rent-seeking, sebbene i ritorni realizzati da simili attività siano più simili a profitti monopolistici che a rendite in senso stretto.